# Josef Stalder
Josef Stalder, né le 6 février 1919 et mort le 2 mars 1991, est un gymnaste suisse. Il a été élu sportif de l'année en 1952.
Stalder est l'inventeur et le premier utilisateur d'une figure à laquelle il a donné son nom : celle-ci s'effectue à la barre fixe pour les hommes et aux barres asymétriques pour les femmes. Il s'agit d'un grand tour arrière (soleil) sur la barre, jambes écartées et corps en fermeture complète. 

## Palmarès

### Jeux olympiques
- Londres 1948
  -  médaille d'or à la barre fixe
  -  médaille d'argent par équipes
  -  médaille de bronze aux barres parallèles
- Helsinki 1952
  -  médaille d'argent par équipes
  -  médaille d'argent  à la barre fixe
  -  médaille de bronze au concours général individuel
  -  médaille de bronze aux barres parallèles

### Championnats du monde
- Bâle 1950
  -  médaille d'or par équipes
  -  médaille d'or au sol
  -  médaille d'or au cheval d'arçons
  -  médaille de bronze à la barre fixe
- Rome 1954
  -  médaille d'argent au cheval d'arçons
  -  médaille d'argent aux barres parallèles
  -  médaille de bronze par équipes